# The Amphitheatre (Viktorialand)
The Amphitheatre (englisch für Das Amphitheater) ist großer Talkessel im ostantarktischen Viktorialand. Im Osten der Royal Society Range liegt er an der Nordseite des Mount Dromedary und ist mit Firn angefüllt. Die Wände des Kessels ragen vom Grund des Roaring Valley bis zu 1700 m hoch.
Teilnehmer einer von 1960 bis 1961 durchgeführten Kampagne im Rahmen der neuseeländischen Victoria University’s Antarctic Expeditions verliehen ihm einen deskriptiven Namen, da seine Form an ein antikes Amphitheater erinnert.